# Olivier Fleury-Yvet
 (juillet 2018).
Olivier Fleury-Yvet, né le 23 janvier 1954 à Sainte-Adresse et mort le 14 juin 2006 à Jarnac, est un peintre français.

## Biographie
Olivier Fleury-Yvet est né en 1954 à Sainte-Adresse près du Havre. Il abandonne les études après la classe de troisième et travaille comme apprenti dessinateur chez un architecte du nom de Wielfried Backer. À cette époque, il a des amis aux Beaux-Arts et assiste à quelques cours du soir. 
Attiré par les châteaux de la Loire, il quitte sa région pour se rendre à Blois et y travaille comme compagnon maçon. Il dessine le château à l’encre de Chine et vend ses œuvres à la terrasse des cafés.
Il s’installe pendant dix ans à l’île de Ré et y ouvre la galerie-atelier Les Deux Chats. 
Il s’installe ensuite à Tréméven, où il peint et expose. Il peint notamment la chapelle Saint-Jacques de Tréméven. Quelques années plus tard, il arrive à Paimpol où il va exposer son travail pendant quelque temps avant de s'installer définitivement à Ploubazlanec. Il met fin à ses jours le 14 juin 2006.

## Sources
- Article sur Olivier Fleury-Yvet paru dans la Presse d'Armor du 17 juillet 2003.